# تحليل مالي

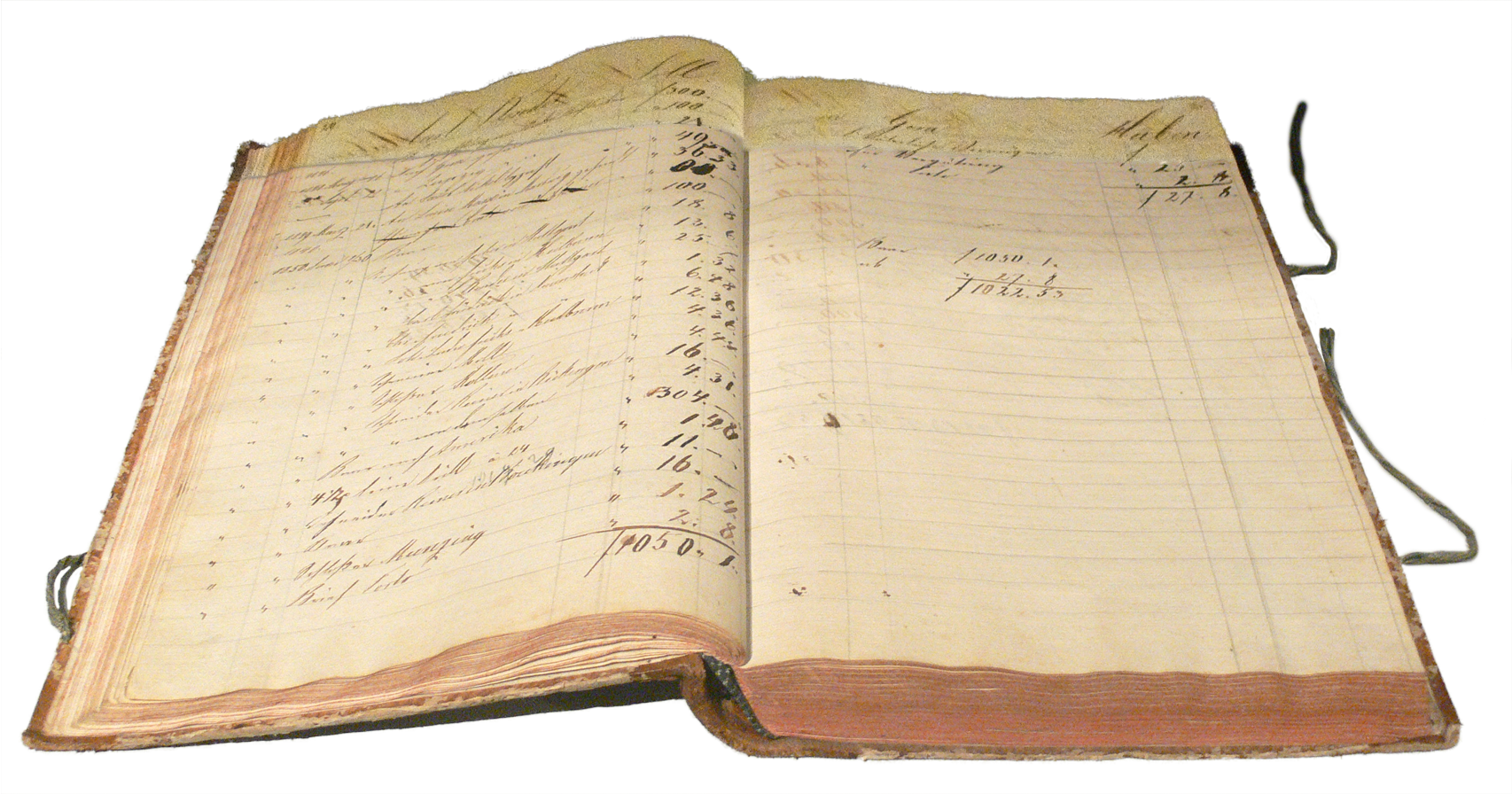

يشير مصطلح التحليل المالي (المعروف أيضًا باسم تحليل البيانات المالية أو التحليل المحاسبي أو تحليل المالية) إلى تقييم القابلية للاستمرار، والاستقرار، والربحية لعمل تجاري، أو عمل تجاري فرعي أو مشروع.
ويُجري هذا التحليل المالي متخصصون يعدون التقارير باستخدام النسب التي تستخدم البيانات المأخوذة من البيانات المالية وغيرها من التقارير الأخرى. وتُقدَم هذه التقارير عادةً إلى الإدارة العليا كأحد الأساسات التي تستند إليها هذه الإدارة في صناعة القرارات المتعلقة بالعمل، مثل:
- الاستمرار أم التوقف عن تنفيذ العملية الرئيسية في العمل أو جزء منها؛
- تصنيع أم شراء مواد معينة لصناعة المنتج؛
- شراء أم تأجير ماكينات ومعدات معينة لإنتاج السلع؛
- إصدار أسهم أم التفاوض مع أحد البنوك للحصول على قرض من أجل زيادة رأس المال العامل؛
- اتخاذ قرارات بشأن استثمار رأس المال أو إقراضه؛
- أي قرارات أخرى تسمح للإدارة بإجراء اختيار مستنير بين العديد من البدائل في أداء أعمالها.

## الأهداف
يقيّم المحللون الماليون عادةً العناصر التالية للشركات:
1. الربحية - أي قدرة الشركة على اكتساب الدخل والحفاظ على النمو، سواء على المدى الطويل أو القصير. وتعتمد درجة ربحية الشركة عادةً على بيان الدخل الذي يوضح نتائج العمليات التي تجريها الشركة؛
2. القدرة على الدفع - أي قدرة الشركة على دفع التزاماتها تجاه الدائنين وغيرهم من الأطراف الأخرى على المدى الطويل؛ 

3. السيولة - أي قدرة الشركة على الحفاظ على تدفق نقدي إيجابي، مع الوفاء في الوقت نفسه بالالتزامات المباشرة؛
تعتمد النقطتان 2 و3 على ميزانية الشركة التي تشير إلى الحالة المالية للعمل في وقت معين.
4. الاستقرار - أي قدرة الشركة على الاستمرار في العمل على المدى الطويل، دون تكبد خسائر فادحة أثناء أداء أعمالها. وتقييم استقرار الشركة يتطلب استخدام كلٍ من بيان الدخل والميزانية، بالإضافة إلى المؤشرات المالية وغير المالية.
..إلخ.

## الأساليب
يقارن المحللون الماليون عادةً النسب المالية (للقدرة على الدفع، والربحية، والنمو، إلخ):
- الأداء السابق - قياس الأداء على مدار فترات زمنية سابقة للشركة (على سبيل المثال، آخر 5 سنوات)
- الأداء المستقبلي - قياس الأداء المتوقع باستخدام الأرقام السابقة وأساليب إحصائية ورياضية معينة تشمل قيمًا حالية ومستقبلية. هذا الأسلوب الاستقرائي هو مصدر الأخطاء الرئيسي في التحليل المالي، إذ إن الإحصائيات الماضية يمكن أن تمثل عوامل تنبؤ ضعيفة للاحتمالات المستقبلية.
- الأداء المُقارَن - المقارنة بين شركات متشابهة.

تُقاس هذه النسب عن طريق قسمة رصيد حساب (أو مجموعة من أرصدة الحسابات) بالاعتماد على الميزانية و/أو بيان الدخل، على رصيد (أو مجموعة أرصدة) أخرى. ومن الأمثلة على ذلك:
صافي الدخل / أسهم رأس المال = عائد أسهم رأس المال (ROE)
صافي الدخل / إجمالي الأصول = عائد الأصول (ROE)
سعر الأسهم / الإيرادات لكل سهم = نسبة السعر إلى الإيرادات
لا تمثل مقارنة النسب المالية سوى أسلوب واحد فقط من أساليب إجراء التحليل المالي. فهناك العديد من المشكلات النظرية المتعلقة بالنسب المالية:
- لا تعبر على نحو مؤكد سوى عن جزء بسيط من التوقعات المتعلقة بالشركة. ويتطلب تحليلها العميق للأداء النسبي نقطة مرجعية من فترات زمنية أخرى أو شركات مشابهة.
- لا تعبر النسبة الواحدة عن الكثير. ويمكن تفسير النسب - باعتبارها مؤشرات - تفسيرًا منطقيًا بطريقتين على الأقل. إحدى هاتين الطريقتين يمكن أن تتغلب على هذه المشكلة بالجمع بين العديد من النسب ذات الصلة لرسم صورة أكثر شمولية لأداء الشركة.
- العوامل الموسمية قد تحول دون تعبير قيم نهاية العام عن أي شيء. وقد يحدث خلل في قيم النسبة مع تغير أرصدة الحسابات بين بداية فترة المحاسبة ونهايتها. لذا، ينبغي استخدام القيم المتوسطة لهذه الحسابات، متى كان ذلك ممكنًا.
- النسب المالية ليست بالقدر نفسه من الموضوعية لأساليب المحاسبة المُستخدَمة. وتغير سياسات المحاسبة أو خياراتها يمكن أن يؤدي إلى اختلاف هائل في قيم النسب.
- التحليل الأساسي.[1]

يمكن للمحللين الماليين، كذلك، استخدام تحليل النسب المئوية، وهو التحليل الذي يتضمن خفض سلسلة من الأرقام كنسبة لمبلغ أساسي معين. على سبيل المثال، يمكن التعبير عن مجموعة من العناصر كنسبة من صافي الدخل. وعند التعبير عن التغيرات النسبية التي يشهدها نفس الرقم على مدار فترة زمنية معينة، يُعرَف ذلك بالتحليل الأفقي. أما التحليل الرأسي أو تحليل الحجم المشترك، فيخفض جميع العناصر الموجودة بالبيان إلى «حجم مشترك» كنسبة لقيمة أساسية معينة تساعد في المقارنة بالشركات الأخرى ذات الأحجام المختلفة. لذلك، فإن جميع عناصر بيانات الدخل تُقسَم حسب المبيعات، وجميع عناصر الميزانية تُقسَم حسب إجمالي الأصول.
يُعَد التحليل المقارَن أحد الأساليب الأخرى للتحليل المالي. فهو يقدم وسيلة أفضل لتحديد التوجهات. ويعرض التحليل المقارَن نفس المعلومات لفترتين زمنيتين أو أكثر، ويقدمهما معًا للتيسير من عملية التحليل.

## وصلات خارجية
- SFAF - the French Society of Financial Analysts
- ACIIA - Association of Certified International Investment Analysts
- EFFAS - European Federation of Financial Analysts Societies